# J-1签证
J-1签证是美国签发给前往该国进行教育、艺术以及科学方面学术交流人士的签证，即交流访问学者签证，为非移民签证。和其他非移民簽證不同，持美国交流访问学者簽證入美國的人有特殊的212(e)回國服務兩年的限制。即訪問結束後，必需回到原申請國，住上兩年或申請豁免。相對而言美国交流访问学者簽證最大的優點是家屬的J-2簽證在美國有比較大的自由。大中华地区的申請者均可获得有效期最多为五年的年签证。

## 税收
持有美国交流访问学者签证的人，如果为国际学生身份，和美国学生签证一样收税。
持有美国交流访问学者签证的人，如果为老师身份，在签证前两年，需要以非美国税务居民征收联邦税和州税，但是免于FICA税（包括社会安全税（Social Security）和医疗税收（Medicare）等税务）的征收。第三年以后，税务状态转化成美国本地税务居民，按照获准在美国居留的外国人的税率征收。这时除非你仍然是在原学校进行全日制学习和工作，都需要缴纳FICA税。两年或者两年下的持有F-1签证的国际学生在报税的时候填Form 1040NR表格或者1040NR-EZ；两年以上则填报Form 1040或者1040-EZ。

### 中国学生
中华人民共和国与美国签有税务豁免协议，对于来自于中华人民共和国的美国交流访问学者签证的老师前36个月的收入可以全免收入税，基于中美税务Treaty 19。免收入税并不适用于来自其他国家或地区（包括香港、澳门）的中国籍学生。如果学生自中国大陆以外的国家和地区出发前往美国，即使持有中华人民共和国国籍，也不能使用这些税收豁免。但是如果该学生的出发地与美国之间有税务豁免协议，则该学生可以使用该国或地区与美国的税务协议。这个免税是一辈子只有36个月；如果以美国交流访问学者签证去过美国，跟着以后再以美国交流访问学者签证再去美国，可以免税的期间只是上次剩下的。

## F-1學生和美国交流访问学者學生的比較
|            | 学生（F-1）                              | 美国交流访问学者（J-1）                  |
| ---------- | ---------------------------------------- | ---------------------------------------- |
| 資金來源   | 任意                                     | 必需有機構做為出資者                     |
| 校內打工   | 不需申請                                 | 需先申請                                 |
| 校外打工   | 需先申請                                 | 需先申請                                 |
| 眷屬唸書   | 子女可以唸到12年級 配偶不能做全職學生    | 無限制                                   |
| 眷屬工作   | 不行                                     | 需先申請                                 |
| 畢業後工作 | 可申請OPT留在美國12個月 有90天時間找工作 | 可申請PAT留在美國18個月 一定要先找到工作 |
| 畢業回國   | 無限制                                   | 可能需回國服務兩年                       |